# Gare de Roubaix
Gare de Roubaix – stacja kolejowa w Roubaix, w regionie Hauts-de-France, we Francji. Znajdują się tu 2 perony.